# Boa (peuple)
Pour les articles homonymes, voir Boa (homonymie).
Ne doit pas être confondu avec Bwas.
Les Boa sont une population d'Afrique centrale vivant au nord de la République démocratique du Congo.

## Ethnonymie
Selon les sources et le contexte, on observe de multiples formes : Ababua, Ababwa, Baboa, Baboua, Babua, Babwa, Boas, Bobwa, Boua, Bua,  
Buas, Bwa, Bwas, Mangbua.
Les Boa vivent au nord de la République démocratique du Congo. Ils sont localisés dans le Bas-Uélé et dans les territoires de Baniala et de Basoko de la Tshopo. Après avoir résisté à la congolisation colonialiste, les Boa de Buta ont largement bénéficié de l'enseignement nouveau et se retrouvent nombreux dans les villes d'Isiro, Kisangani et Kinshasa tout comme dans la diaspora.
Les divers groupes ethniques de l'aire culturelle boa sont les Bakete, Bokapo (Bambesa), Balisi, Barisi, Babua de Kumu (Buta), Bali, Bobati, Mobati (Buta, Aketi, Bondo), Benge, Bobenge (Bondo, Aketi), Boa, Babua, Bwa (Buta), Boa, Babua de Kole (Banalia), Boa, Boguru, Bogoro (Bondo, Aketi),  Bogongia (Buta), Bokiba (Bambesa, Basoko), Bokwama (Buta), Bulungwa (Bambesa), Gongola, Bodongola (Bondo, Aketi, Buta), Gala (Bondo), Gbe, Bagbe (Buta), Kango (Bondo, Buta), Moganzulu (Buta), Mongengita (Buta), Modongbale, Bolugwa (Bambesa), Wenza, Bawenza (Buta), Yeu, Bayew (Buta). Tous ces groupes ont un dialecte propre mais entre eux ils parlent libwa ou kibwa.

## Culture
En Occident, les Boa sont souvent connus à travers leurs masques sculptés, pourtant relativement peu nombreux. Le masque pongdudu présenté au Musée royal de l'Afrique centrale est caractéristique de cette production : il possède des oreilles surdimensionnées pourvues d’un orifice rond (bavongobo).

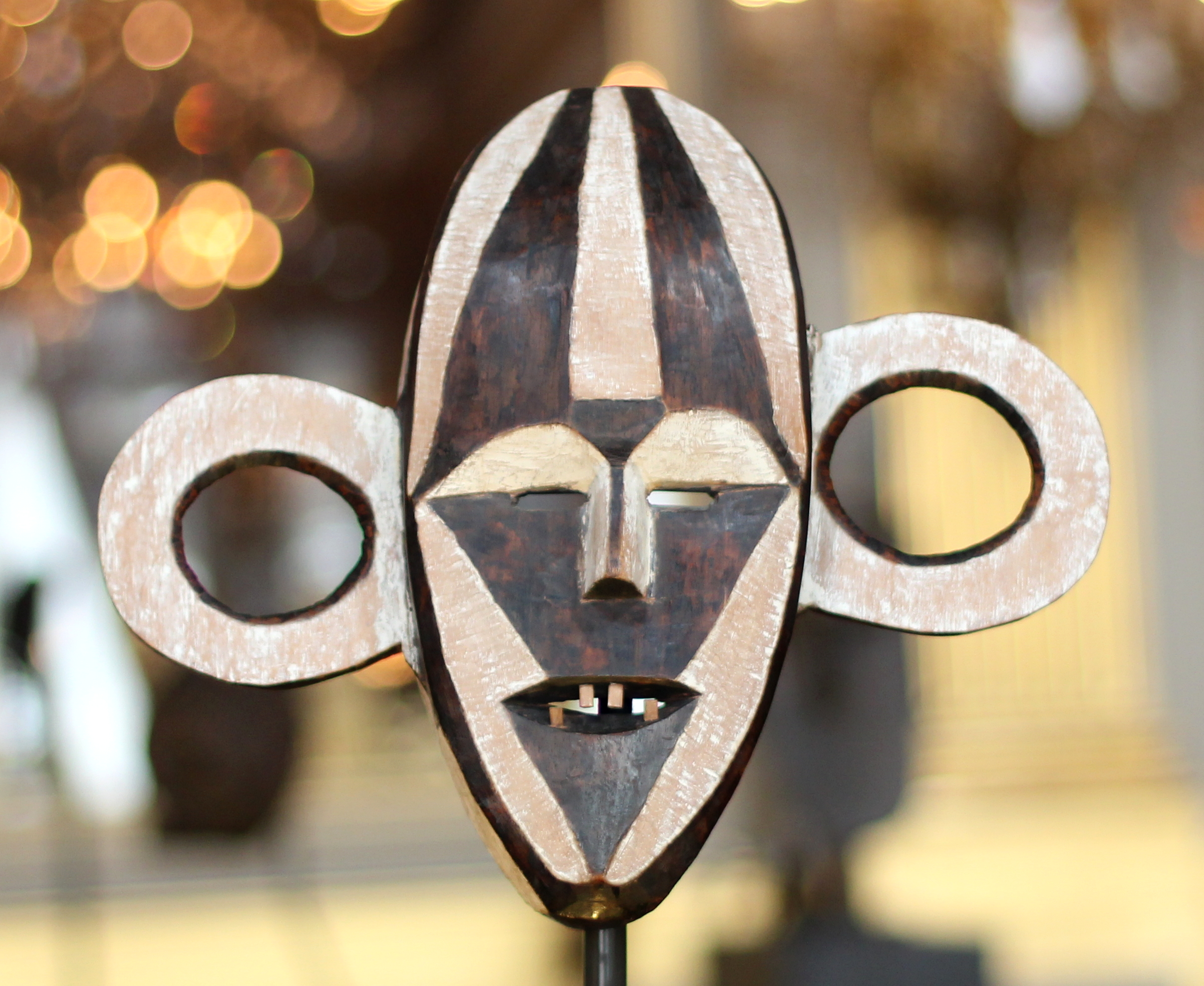
Masque pongdudu
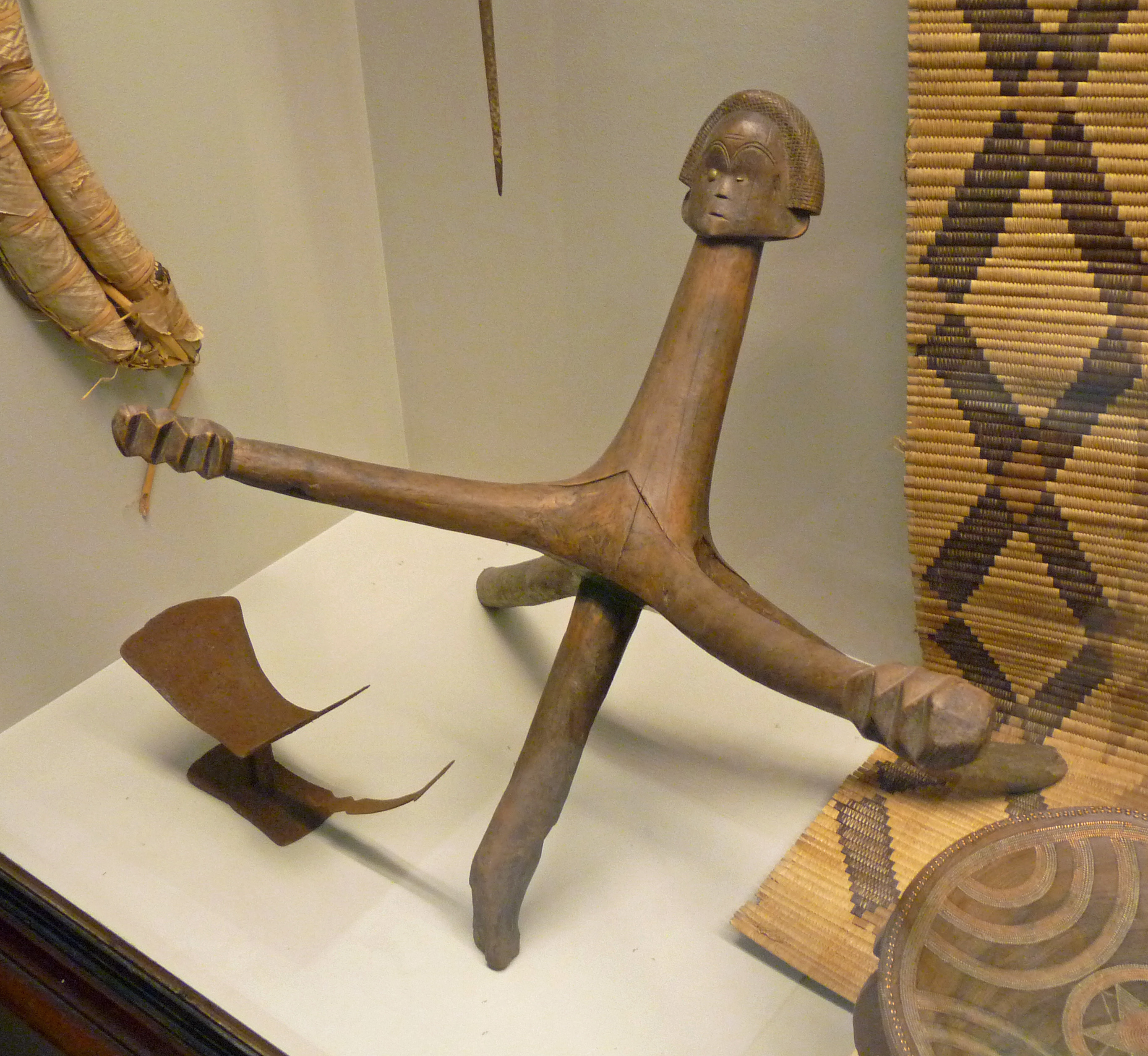
Appui-dos
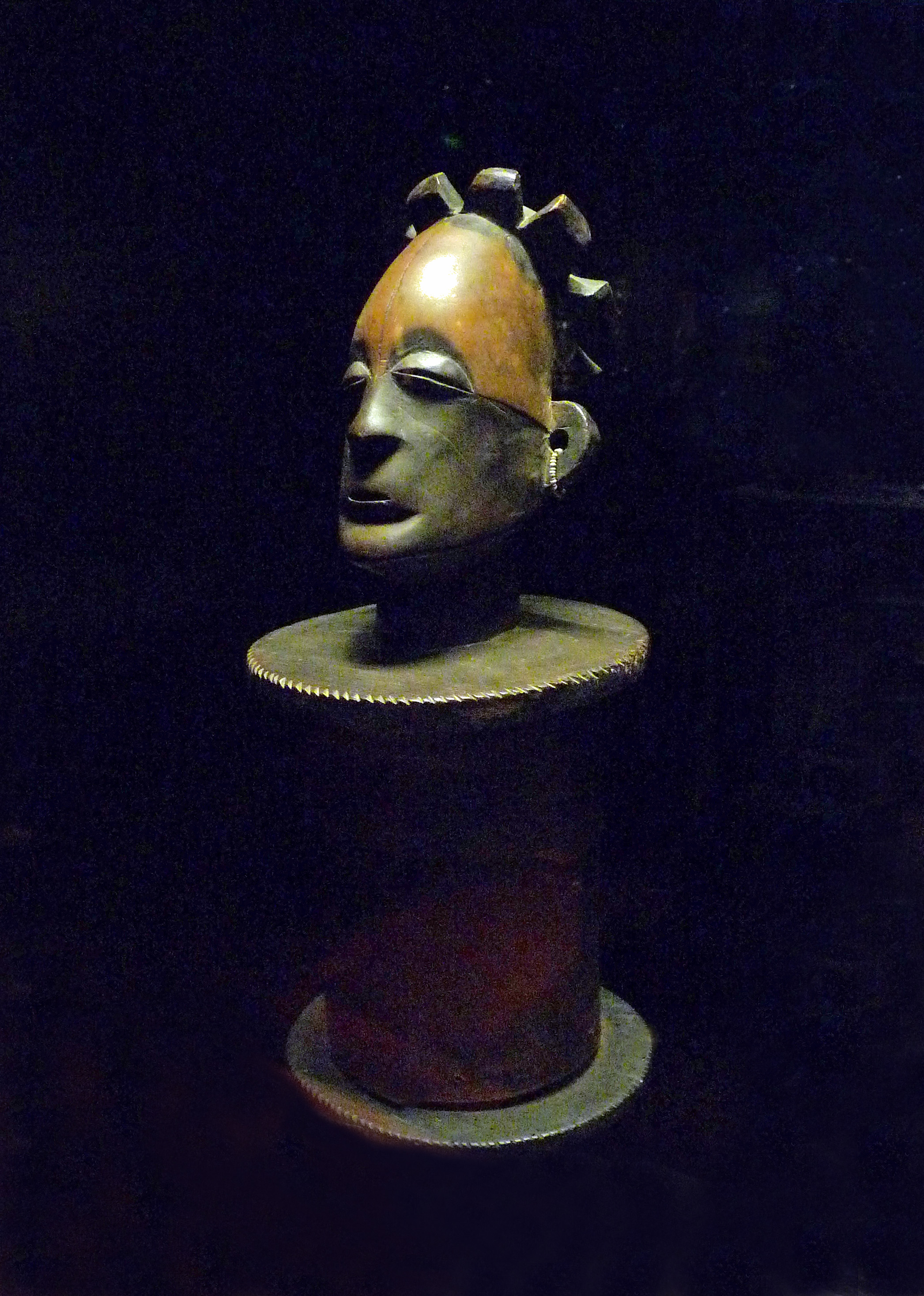
Boîte à miel
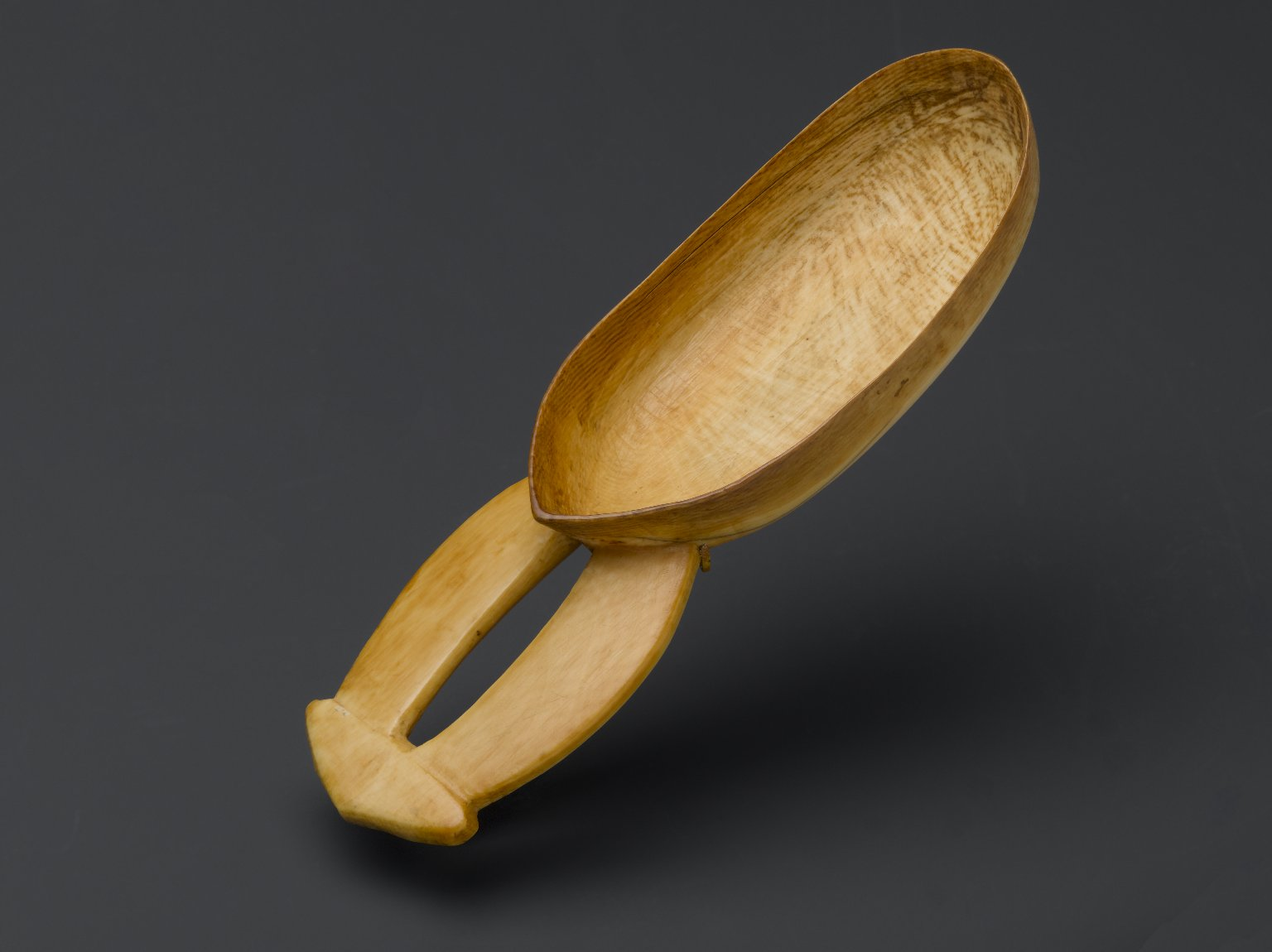
Cuiller kalukili (Boa ou Lega)
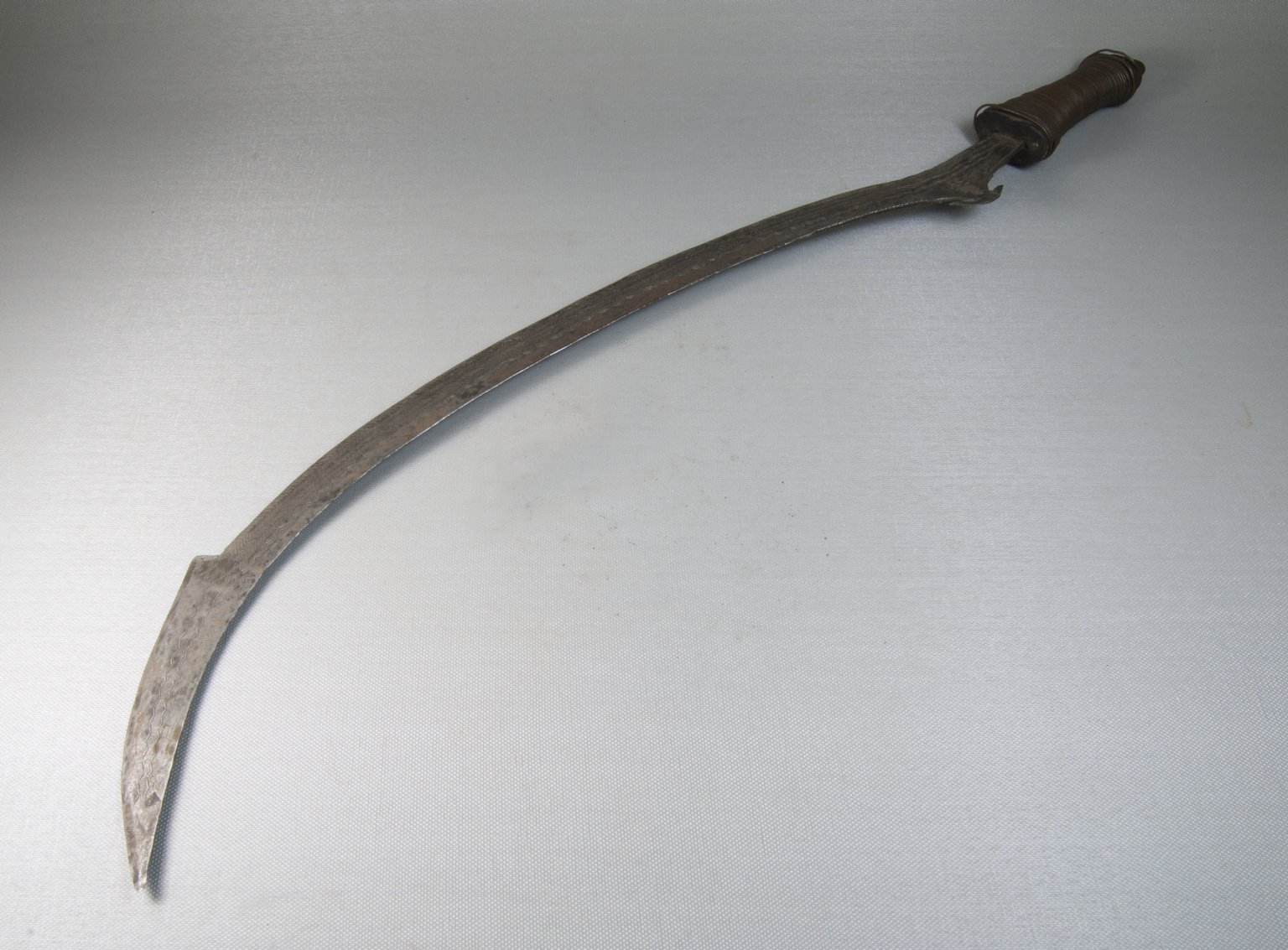
Sabre
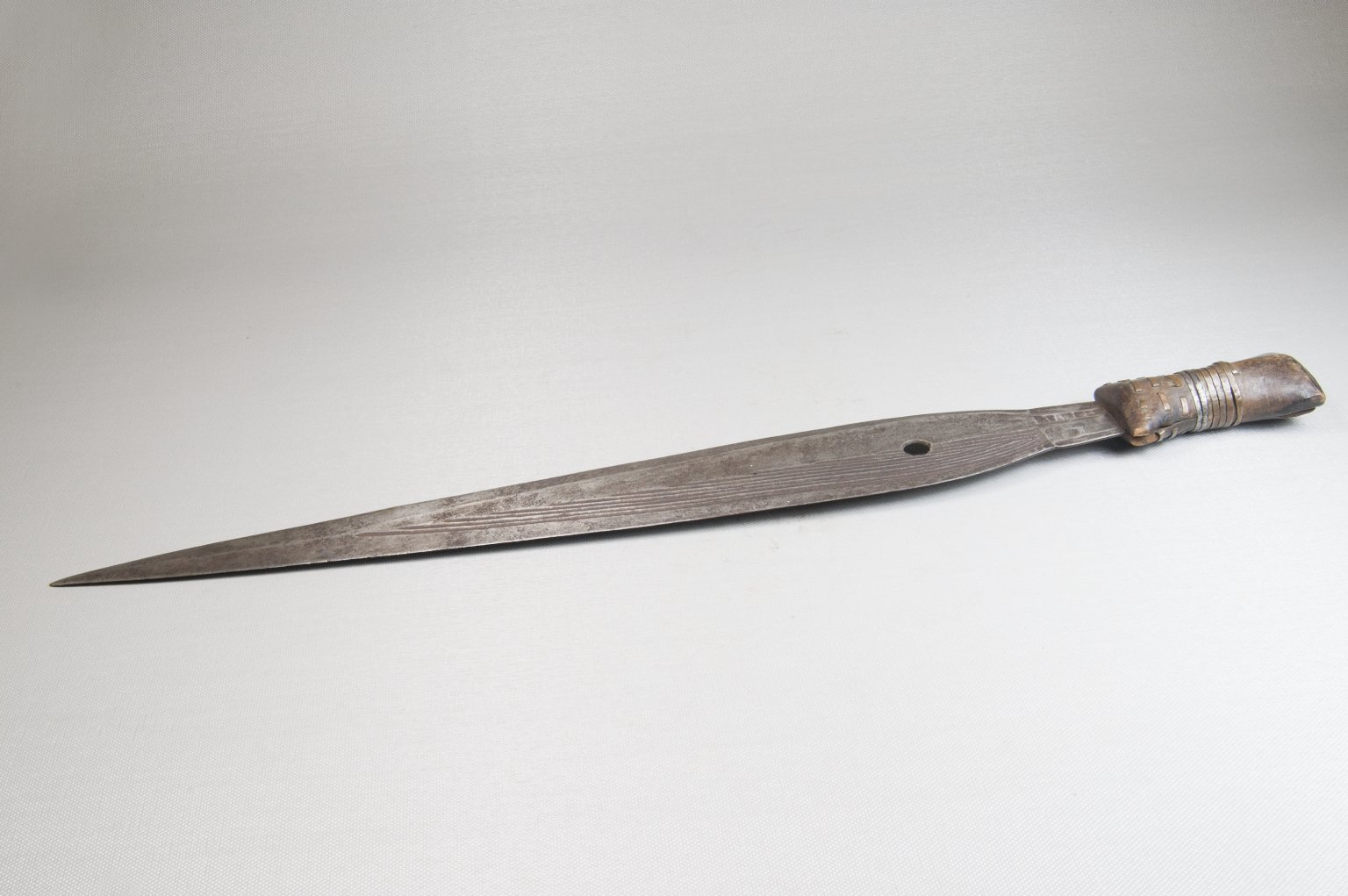
Couteau rainuré